# Obernien

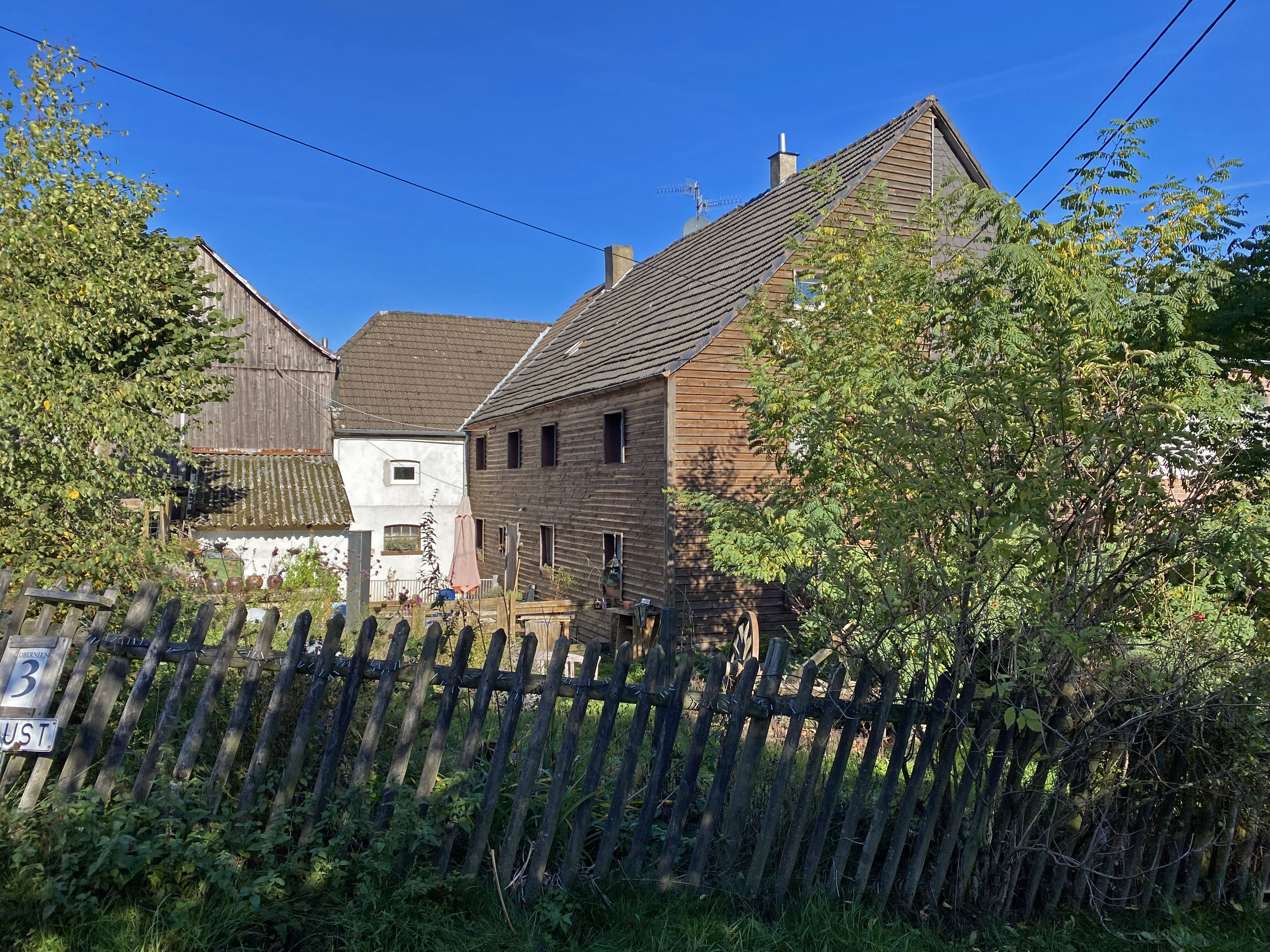
Hof in Obernien

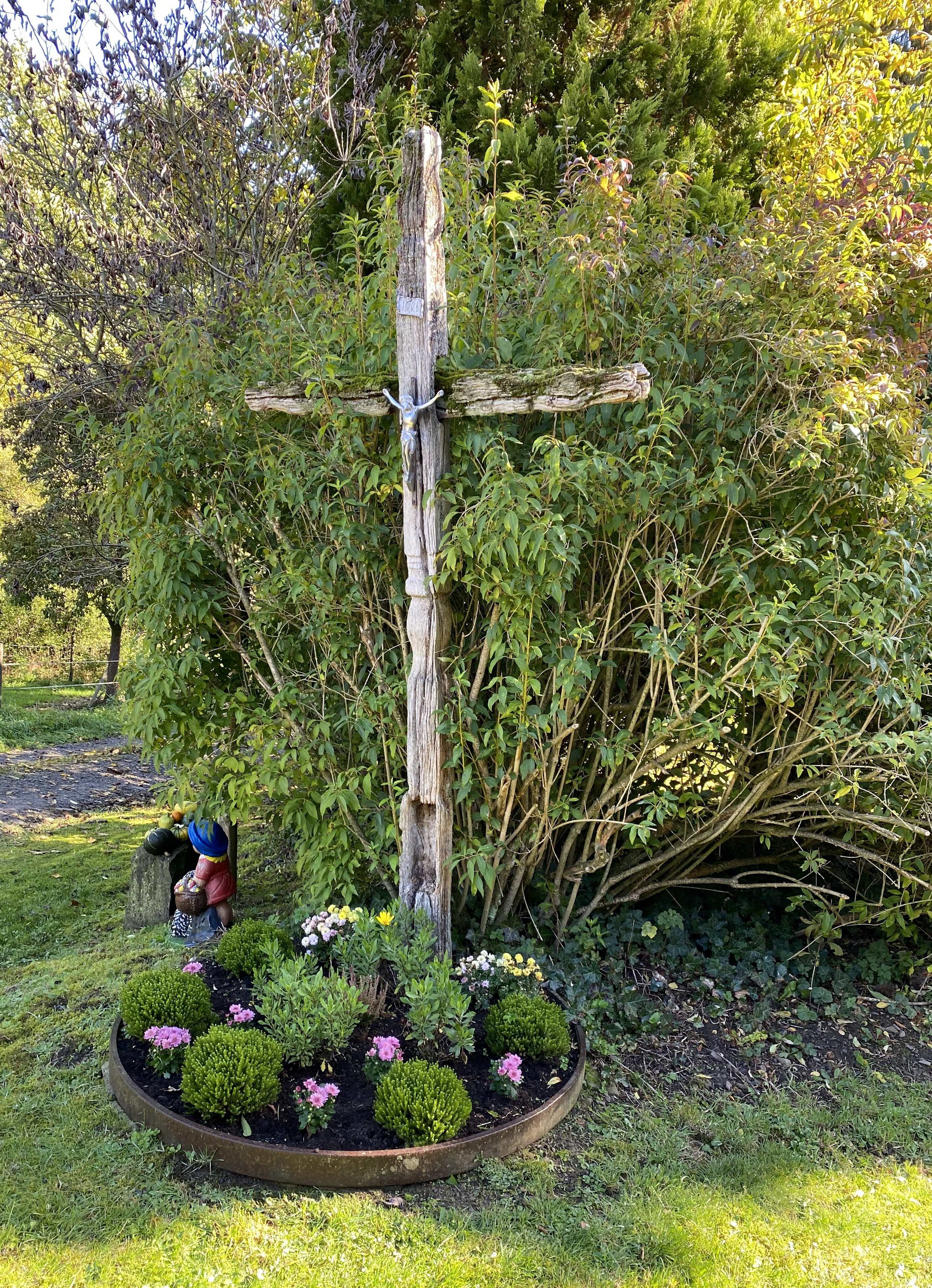
Altes Wegekreuz aus Eichenholz (1800)

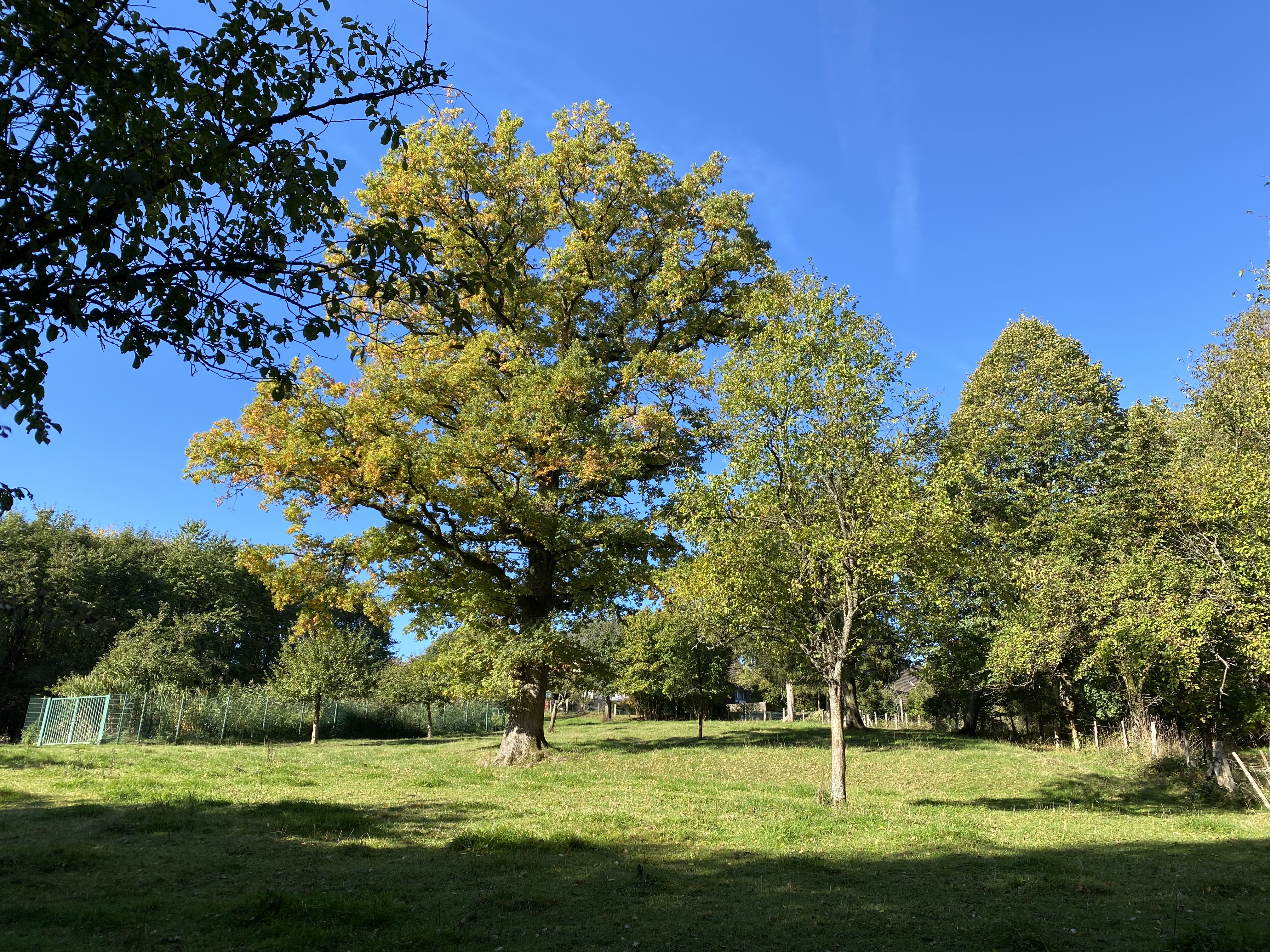
Streuobstwiese

Obernien ist eine Hofschaft von Wipperfürth im Oberbergischen Kreis im Regierungsbezirk Köln in Nordrhein-Westfalen (Deutschland).

## Lage und Beschreibung
Die Hofschaft liegt im Norden von Wipperfürth nördlich der Neyetalsperre. Nachbarorte sind Platzweg, Gardeweg, Forste, Unternien und Hülsen. Im Bereich der Hofschaft entspringt der Obernier Siepen und der Bach Hardenbecke. Beide Gewässer münden in die Neye II.
Politisch wird der Ort durch den Direktkandidaten des Wahlbezirks 17.2 (172) Egen im Rat der Stadt Wipperfürth vertreten.

## Geschichte
1487 wird Obernien unter der Bezeichnung „Oevernneyde“ in einer Darlehensliste für Herzog Wilhelm III von Berg erstmals sicher genannt. Die Karte Topographia Ducatus Montani aus dem Jahre 1715 zeigt einen Hof und bezeichnet diesen mit „o. Nien“. Am Weg durch den Ort vor dem Haus Obernien 2 steht ein altes Wegekreuz aus verwittertem Eichenholz, das aus dem Jahr 1800 stammt (Baudenkmal Nr. 68 der Stadt Wipperfürth).

## Busverbindungen
Über die Bushaltestelle Unternien Abzweig der Linie 337 (VRS/OVAG) ist eine Anbindung an den öffentlichen Personennahverkehr gegeben.

## Wanderwege
Der vom SGV ausgeschilderte Rundwanderweg A2 und der Hauptwanderweg X3 Talsperrenweg führen im Süden der Hofschaft vorbei.